# Independencia, Chile
Independencia este un oraș și comună din provincia Santiago, regiunea Metropolitană Santiago, Chile, cu o populație de 65.479 locuitori (2012) și o suprafață de 7,4 km2.